# 1450網軍
1450網軍，简称1450，最初为台湾網路用语，后来亦被中国大陆網友泛指為臺灣網路水軍的代名词，用于讽刺偏泛綠、具臺灣主體意識或民主進步黨的网络使用者。起因为2019年行政院農業委員會以1450万元新台币用于“加强农业讯息因应对策计划”，招募人员在社群平台进行“讯息实时澄清”工作。但被中國國民黨籍立法委員质疑是在招募網路水軍，指责其与反对韓國瑜有关，但农委会予以否认。1450网军被国民党籍立委稱為打压不同意见的人，
「韓粉」則將許多不支持韓國瑜的社群平台與臉書粉專都列為「1450網軍」。

## 反应

### 农業委員会
农委会主委陳吉仲在采访中称“台湾是全世界上假新闻最多的地区，并严重影响农业的利益，因此有必要对所有的信息进行澄清，并强调所有的招标都是合法公开”。

### 中國国民党
陳宜民指出1450网军。曾銘宗曾痛批陳吉仲涉及政治，损害了农民的利益。2019年5月，中國国民党籍立委委员陈宜民指出农委会招募人员的预算已经扩大至1900万新台币规模，并在招聘时询问有关“西藏独立”、“婚姻平权”的看法以筛选合适的求职者。同时，还指出得标的公司所在地与民进党社團部主任吳濬彥负责的有布商行地址相同。2021年12月中國國民黨主席朱立倫宣稱民進黨靠網軍奪權又靠網軍治國，最後網軍會毀掉台灣。

### 民主進步黨
2022年九合一大选民进党惨败后，民进党秘书长林锡耀在敗選記者會上表示，「民進黨的體制、工作人員都很明確，現在有側翼網軍，都不是民進黨主要成員，是不是他們有凌駕民進黨，外界自有公評。」。

### 中國大陆
《环球时报》曾发文声称“大翻译运动”的背后有美国之音、自由亚洲电台和民进党网军“1450”。
法國《世界報》駐中國大陆特派勒普拉特撰文「中國洪災：被犧牲地區居民的苦澀」指责中国大陆政府於2023年京津冀暴雨時為保北京市、雄安新區和天津市而犧牲周邊市鎮鄉村，引發居民不滿抗議卻遭警察驅散。事后，中华人民共和国駐法大使館稱該記者是「1450」。。

## 認知作戰
中國大陆新浪微博上有流言声称在2022年3月台湾大规模停电的时候，中國大陆网络中各种矛盾话题突然销声匿迹，于是断定之前种种矛盾是台湾1450网军所为，并且坚信1450网军是受美国资助的用来抹黑中国大陆的一个组织。微博官方对此予以否认。
国台办呼吁两岸网民，绝不被綠營網軍带乱节奏，抵制民进党“1450”。共青团中央转载环球时报旗下团队“补壹刀”文章称，台湾的1450网军反串亲中言论、渗透至中国大陆的舆论，但因为模仿简体中文发帖而忽视台湾式的人名翻译（文中指出，Putin的中文译名在中国大陆为，而在台湾则为“普丁”或者“蒲亭”）而露出马脚。

## 對人物的影響
2019年夏，柯文哲與陳佩琪夫妻稱「反柯」及提出批評者為「1450」，引發網友號召「1450退讚柯文哲臉書」、「《從婉君到1450》柯粉轉柯黑告解專區」等「退讚運動」，使其專頁按讚人數從8月最高峰的212萬人跌至9月中的196萬人，掉粉人數超過16萬人。
有报道称，民众党遭前党员指控透过公关公司操纵网军在PTT和脸书发文，民众党发言人以及被指控的公关公司战国策传播集团均予以否认。

## 相关事件

### 林秉樞施暴案
2021年2月，民进党籍立委高嘉瑜遭林秉樞施暴，PTT上即出现了由ID“瘋狂維尼”贴出的为涉嫌施暴的林秉樞说话的两篇文章。同时林秉樞与网军楊蕙如在脸书加好友。PTT名人吳達偉称，该账号疑似为1450网军账号。

### 蘇啟誠自殺案
2018年燕子台风关西国际机场关闭，时任台北驻大阪经济文化办事处处长蘇啟誠因不堪舆论压力在日本自缢身亡。后被发现是中国摄影记者「青山」在网络上首次发文，紧接着蓝绿阵营基于此“假新闻”彼此攻击。台湾警方经过调查认为，名为“idcc”的账户在PTT中侮辱台北驻大阪经济文化办事处，进而导致苏启诚自缢身亡。台北地方法院认为，卡神杨蕙如负责出资、友人蔡福明负责招揽网军 ，在此次事件中带风向。

### PTT發文
2021年5月，林瑋豐在PTT发表反串言论，随后林瑋豐在脸书上承认并致歉。同时被所在的眼球中央电视台停职。

## 觀點

### 媒體
中時新聞網報導稱林书豪因吐槽美国防疫情况、2019冠状病毒病名稱因素遭1450围剿。

### 言論
演員柯宇綸表示「可以叫我網紅，有人會稱我為1450、也是半職YouTuber」「蔡英文總統選舉的時候，募款是1450元所以大家掏腰包，大家久了也覺得那是引以為傲的事情。」
女星鄭家純告訴先生日本醫師Akira「在台灣如果支持民進黨，會被稱為1450」，老公直言「我很喜歡蔡總統」，鄭家純說「那你也是1450了」，Akira聽完馬上開心地說「好欸！（やった！）」鄭家純還表示「公公也是1450」，一家都是「1450」。